# Monti dello Stein
I Monti dello Stein (in tedesco Steinberge) sono una sottosezione delle Alpi Settentrionali Salisburghesi. La vetta più alta è il Birnhorn che raggiunge i 2.634 m s.l.m..
Si trovano in Austria (Salisburghese e Tirolo).

## Classificazione

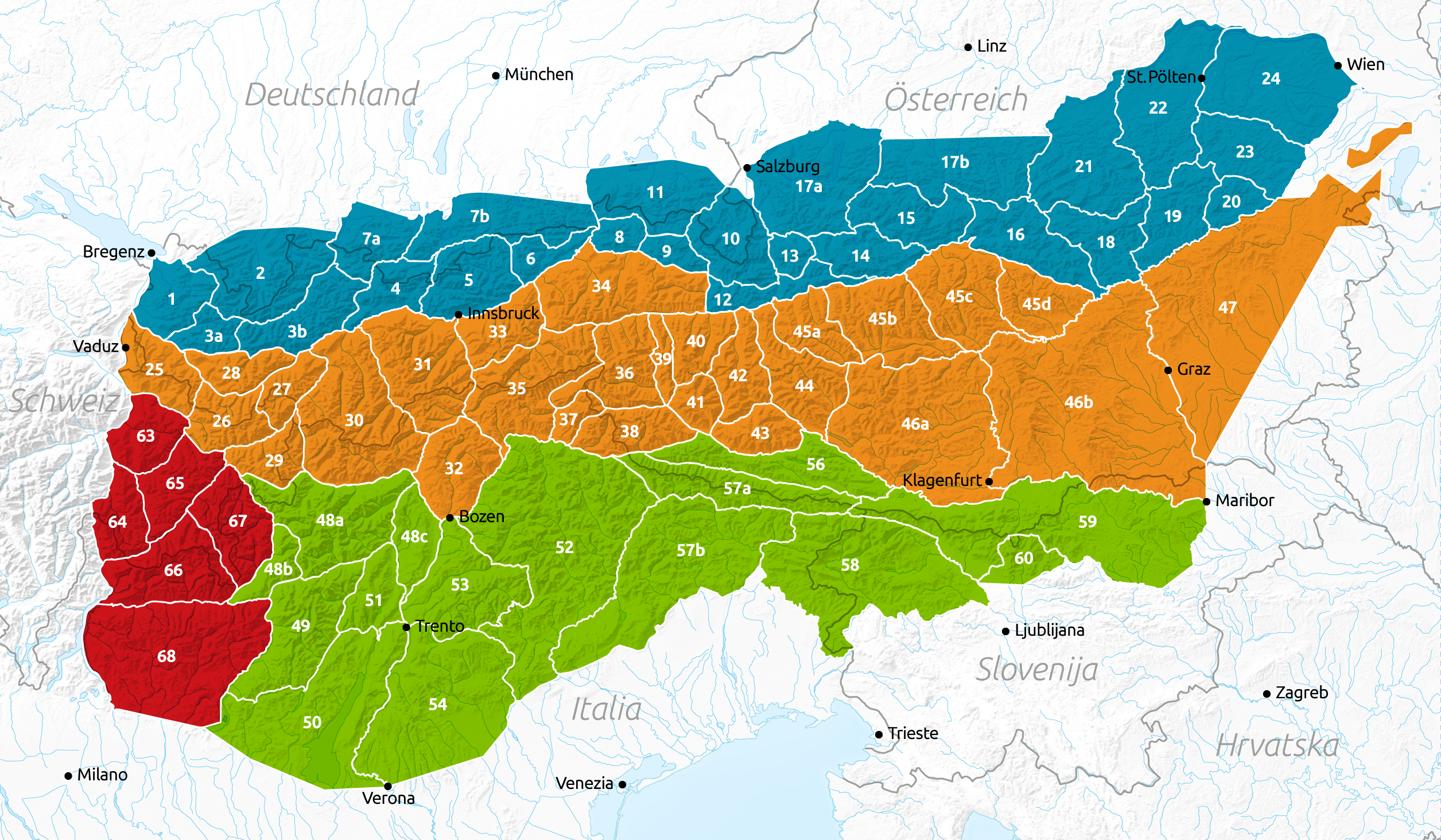
I Monti dello Stein secondo l'AVE sono individuati dal numero 9.

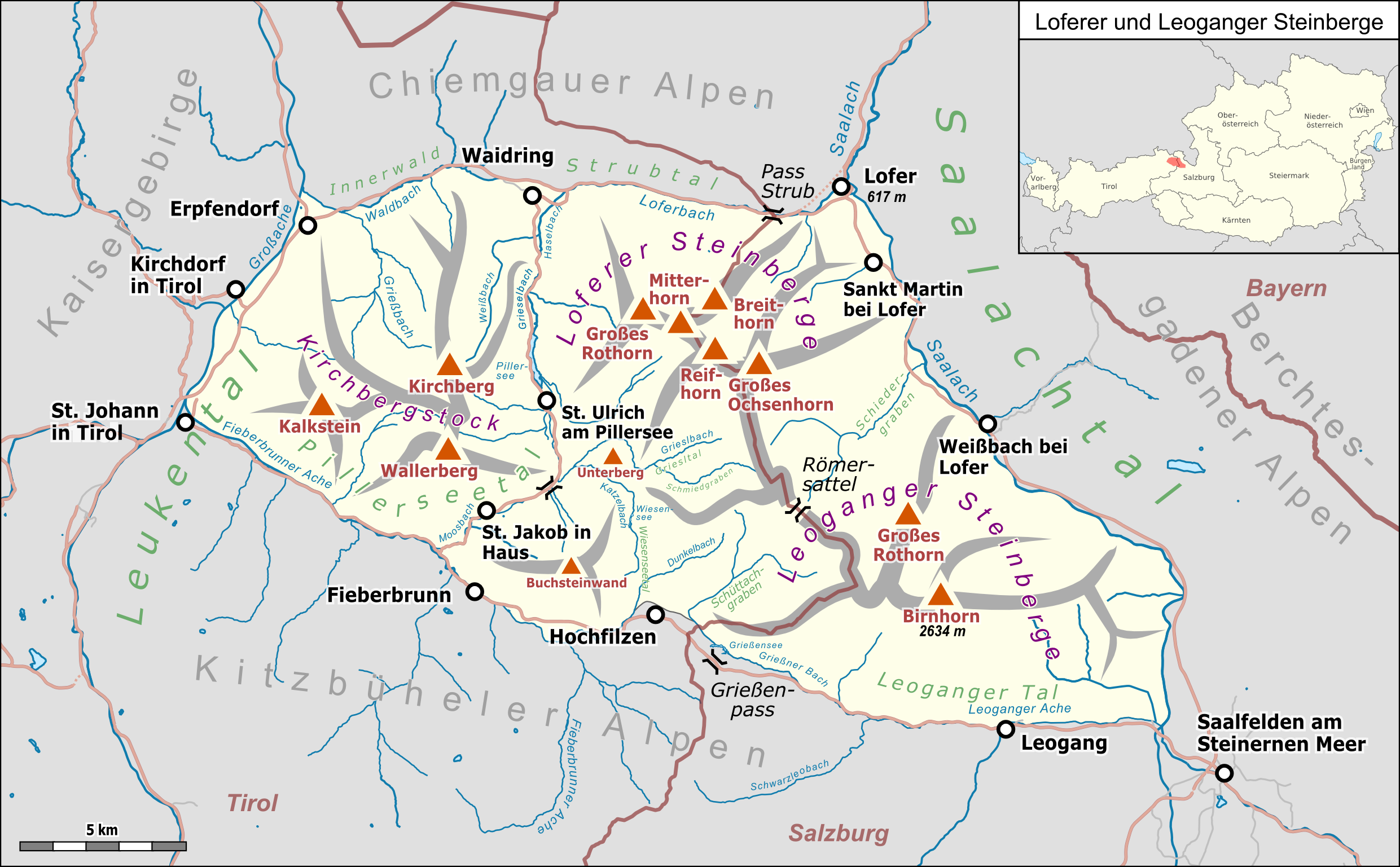
Cartina dettagliata del gruppo montuoso.

Secondo la SOIUSA i Monti dello Stein sono una sottosezione alpina con la seguente classificazione:
- Grande parte = Alpi Orientali
- Grande settore = Alpi Nord-orientali
- Sezione = Alpi Settentrionali Salisburghesi
- Sottosezione = Monti dello Stein
- Codice = II/B-24.I

Secondo l'AVE, con la denominazione Loferer und Leoganger Steinberge, costituiscono il gruppo n. 9 di 75 nelle Alpi Orientali.

## Geografia
Confinano:
- a nord con le Alpi del Chiemgau (nelle Alpi Bavaresi),
- ad est con le Alpi di Berchtesgaden (nella stessa sezione alpina)  e separate dal corso del fiume Saalach,
- a sud e sud-ovest con le Alpi di Kitzbühel (nelle Alpi Scistose Tirolesi) e separate dal Griessenpass,
- ad ovest con i Monti del Kaiser (nelle Alpi Calcaree Nordtirolesi).

## Suddivisione

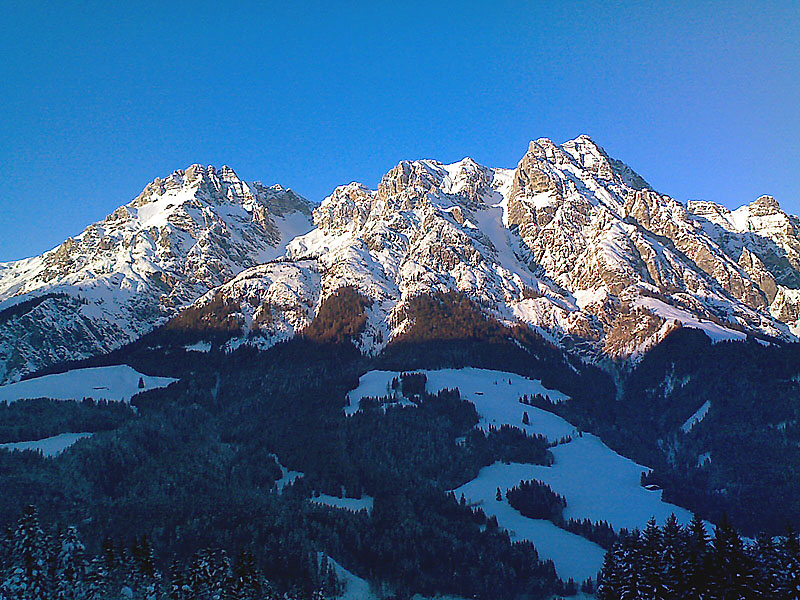
Leoganger Steinberge.

Si suddividono in tre supergruppi, cinque gruppi e due sottogruppi:
- Loferer Steinberge (A)
  - Gruppo dell'Ochsenhörn (A.1)
  - Gruppo dell'Hinterhörn (A.2)
- Gruppo del Kirchberg (B)
  - Gruppo Kirchberg-Buchensteinwand (B.3)
    - Buchensteinwand (B.3.a)
    - Massiccio del Kirchberg (B.3.b)
- Leoganger Steinberge (C)
  - Gruppo del Dreizinthörn (C.4)
  - Gruppo del Birnhorn (C.5)

Il Loferer Steinberge costituisce la parte centrale dei Monti dello Stein; il Gruppo del Kirchberg si trova ad occidente ed, infine, il Leoganger Steinberge si trova ad est.

## Vette principali
- Birnhorn - 2.634 m
- Großes Ochsenhorn - 2.511 m
- Großes Hinterhorn - 2.504 m
- Kuchelhorn - 2.500 m
- Dreizinthörn - 2.484 m
- Wallerberg - 1.682 m
- Kirchberg - 1.678 m
- Buchensteinwand - 1.462 m